# 飯島健司
飯島 健司（いいじま たけし、1951年8月14日 - ）は財務官僚。財務省大臣官房審議官や大阪税関長等を務めた。苫米地俊博は義父。

## 人物
大阪府出身。1974年に一橋大学商学部を卒業し、大蔵省（後の財務省）入省。大臣官房企画調査課（現在の総合政策課）配属。
1998年に福岡財務支局長に就任。1999年2月の全国財務局長会議では福岡県、佐賀県、長崎県の北部九州三県の景気の現状につき、最終需要の低迷から、景気停滞状態が続いている旨の報告をした。
財務省大臣官房審議官や大阪税関長を務めた。
2021年瑞宝中綬章受章。

## 略歴
- 1951年 - 大阪府出身
- 1974年 - 一橋大学商学部卒業
- 1974年 - 大蔵省入省
- 1976年 - 大蔵省国際金融局国際機構課
- 1977年 - 経済企画庁調査局内国調査課
- 1979年 - 藤枝税務署長
- 1980年 - 国税庁調査査察部査察課長補佐
- 1982年 - 国税庁長官官房付（ハーバード・ロー・スクール租税講座）[5]
- 1983年 - 大臣官房調査企画課財政金融研究室
- 1984年 - 大蔵省証券局企業財務課長補佐
- 1986年 - 近畿財務局理財部次長
- 1987年 - 大蔵省国際金融局調査課長補佐[5]
- 1988年 - 大蔵省大臣官房地方課長補佐
- 1989年 - 大蔵省大臣官房企画官兼大臣官房地方課[5]
- 1992年 - 近畿財務局総務部長
- 1994年 - 大蔵省理財局国有財産第二課長
- 1996年 - 大蔵省理財局国有財産第一課長
- 1997年 - 大蔵省理財局国有財産総括課長
- 1998年 - 大蔵省福岡財務支局長
- 2000年 - 大蔵省理財局たばこ塩事業審議官
- 2001年 - 財務省大臣官房審議官（理財局担当）
- 2003年 - 財務省大阪税関長
- 2005年 - 公営企業金融公庫理事
- 2008年 - 高砂香料工業常勤監査役
- 2012年 - 高砂香料工業顧問[6]
- 2021年 - 瑞宝中綬章受章[3][4]

## 著作

### 著書
- 『行政財産の実務』（比護正史と共著）（大蔵財務協会、1997年5月）
- 『図説国有財産[改訂版]』（財経詳報社、1997年11月）

### 論文等
- 「2001年の経済展望とJA金融（特集 JAの時代を築く）」（堀内芳彦と共著）（農業協同組合経営実務56(1)（通号688）、2001年1月）
- 「平成10年度の農協貯貸金動向」（農林経済（通号9241）、2000年2月3日）
- 「平成10年度の農協貯貸金動向」（農林金融52(12)（通号646）、1999年12月）
- 「物納不動産の売却促進（国有財産特集）」（ファイナンス31(8)、1995年11月）
- 「最近の国際収支の状況」財経詳報（通号1685）、1988年3月21日）
- 「アジア開発銀行大阪総会の設営」（ファイナンス23(3)、1987年6月）
- 「小規模会社の外部監査にかかる実態調査報告をめぐって（「限定監査」の多角的検討<特集>)」（企業会計37(10)、1985年10月）
- 「「小規模会社に対する外部監査にかかる実態報告」について」（企業会計37(9)、1985年9月）
- 「企業会計審議会での実態調査報告--小規模会社に対する外部監査をめぐって」（旬刊商事法務（通号1050）、1985年8月15日）
- 「第三者割当増資にかかるタイムリー・ディスクロージャー充実について（改正省令解説）」（企業会計37(4)、1985年4月）
- 「第三者割当増資にかかるタイムリー・ディスクロージャー充実について」（財経詳報（通号1544）1985年3月18日）
- 「第三者割当増資にかかる大蔵省令等の改正」（旬刊商事法務（通号1033）、1985年2月15日）
- 「企業財務の最近の動向（85商事法務展望）」（旬刊商事法務（通号1030）、1985年1月15日）
- 「「一九八〇年代の米国財政赤字のファイナンス」をめぐって」（ファイナンス19(7)、1983年10月）
- 「日米における金融・資本市場の諸問題について（国際シンポジウム）」（財経詳報（通号 1470）1983年8月22日）
- 「昭和53年度予算について」（経済月報（通号325）、1978年7月）

### 翻訳
- 「インフレーションの波及に関するマネタリスト及びケインズ派モデル--世界インフレーションの理解（世界的インフレーションの分析）」（Willian H. Branson著）調査月報 （〔大蔵省大臣官房総合政策課〕）64(12)、1975年12月）